# Sunfish Lake (Minnesota)
Sunfish Lake es una ciudad ubicada en el condado de Dakota en el estado estadounidense de Minnesota. En el Censo de 2010 tenía una población de 521 habitantes y una densidad poblacional de 119,52 personas por km².

## Geografía
Sunfish Lake se encuentra ubicada en las coordenadas 44°52′22″N 93°5′13″O / 44.87278, -93.08694. Según la Oficina del Censo de los Estados Unidos, Sunfish Lake tiene una superficie total de 4.36 km², de la cual 3.92 km² corresponden a tierra firme y (9.98%) 0.44 km² es agua.

## Demografía
Según el censo de 2010, había 521 personas residiendo en Sunfish Lake. La densidad de población era de 119,52 hab./km². De los 521 habitantes, Sunfish Lake estaba compuesto por el 94.43% blancos, el 1.15% eran afroamericanos, el 0% eran amerindios, el 2.3% eran asiáticos, el 0% eran isleños del Pacífico, el 0.58% eran de otras razas y el 1.54% pertenecían a dos o más razas. Del total de la población el 4.8% eran hispanos o latinos de cualquier raza.